# حزب عوامي بلوشستان
حزب عوامي بلوشستان (بالأردوية: بلوچستان عوامی پارٹی (ب‌ع‌پ))‏ أو حزب شعب بلوشستان هو حزب سياسي مقره في إقليم بلوشستان الباكستاني تأسس في عام 2018 من قبل المنشقين السياسيين من الرابطة الإسلامية الباكستانية (ن) والرابطة الإسلامية الباكستانية (ق) في بلوشستان.
برز الحزب كأكبر حزب في بلوشستان نتيجة للانتخابات العامة الباكستانية لعام 2018، وهو يقود حكومة ائتلافية في المقاطعة وهو أيضًا جزء من الائتلاف الحاكم في المجلس الوطني الباكستاني.

## الأداء الانتخابي

### المجلس الوطني الباكستاني
| انتخاب | زعيم         | الأصوات | الأصوات | المقاعد | المقاعد | الترتيب |
| انتخاب | زعيم         | #       | ٪       | #       | ±       | الترتيب |
| ------ | ------------ | ------- | ------- | ------- | ------- | ------- |
| 2018   | جام كمال خان | 319348  | 0.60    | 5 / 342 | ▲ 5     | الخامس  |

### المجلس التشريعي في بلوشستان
| انتخاب | زعيم         | الأصوات | الأصوات | المقاعد | المقاعد | الترتيب |
| انتخاب | زعيم         | #       | ٪       | #       | ±       | الترتيب |
| ------ | ------------ | ------- | ------- | ------- | ------- | ------- |
| 2018   | جام كمال خان | 446,795 | 24.59   | 24 / 65 | ▲ 24    | الأول   |